# 强壮幽灵参
强壮幽灵参（学名：Deima validum）为幽灵参科幽灵参属的动物。分布于各海的深海，包括南海等海域，主要生活于深海以及水深724-4820米的泥底。该物种的模式产地在太平洋北部。